# Otroci, Srbija
Otroci (izvirno srbsko Отроци) je naselje v Srbiji, ki upravno spada pod Občino Vrnjačka Banja; slednja pa je del Raškega upravnega okraja.

## Demografija
V naselju živi 448 polnoletnih prebivalcev, pri čemer je njihova povprečna starost 44,4 let (44,6 pri moških in 44,1 pri ženskah). Naselje ima 168 gospodinjstev, pri čemer je povprečno število članov na gospodinjstvo 3,23.
To naselje je, glede na rezultate popisa iz leta 2002, večinoma srbsko, a v času zadnjih treh popisov je opazno zmanjšanje števila prebivalcev.
|  |

| Demografija | Demografija     | Demografija     |
| Leto        | Št. prebivalcev | Št. prebivalcev |
| ----------- | --------------- | --------------- |
|             |                 |                 |
|             |                 |                 |
|             |                 |                 |
|             |                 |                 |
| 1948        | 849             |                 |
| 1953        | 888             |                 |
| 1961        | 852             |                 |
| 1971        | 761             |                 |
| 1981        | 698             |                 |
| 1991        | 627             | 611             |
| 2002        | 553             | 543             |
|             |                 |                 |

| Etnična sestava po popisu iz leta 2002 | Etnična sestava po popisu iz leta 2002 | Etnična sestava po popisu iz leta 2002 | Etnična sestava po popisu iz leta 2002 | Etnična sestava po popisu iz leta 2002 |
| -------------------------------------- | -------------------------------------- | -------------------------------------- | -------------------------------------- | -------------------------------------- |
| Srbi                                   | Srbi                                   |                                        | 527                                    | 97,05%                                 |
| Makedonci                              | Makedonci                              |                                        | 8                                      | 1,47%                                  |
| Jugoslovani                            | Jugoslovani                            |                                        | 2                                      | 0,36%                                  |
| Hrvati                                 | Hrvati                                 |                                        | 1                                      | 0,18%                                  |
| Slovaki                                | Slovaki                                |                                        | 1                                      | 0,18%                                  |
| Rusi                                   | Rusi                                   |                                        | 1                                      | 0,18%                                  |
| Neznano                                | Neznano                                |                                        | 3                                      | 0,55%                                  |